# Camp Cucamonga
Camp Cucamonga, também intitulado: How I Spent My Summer e Lights Out (Brasil: Cucamonga: Um Acampamento Muito Louco ) é um filme feito para televisão que foi ao ar pela primeira vez na NBC em 23 de setembro de 1990.
O filme família serviu principalmente como um star vehicle para lançar uma variedade de estrelas de séries populares da época, incluindo John Ratzenberger (Cheers), Brian Robbins (Head of the Class), Chad Allen (My Two Dads), Candace Cameron (Full House), Josh Saviano e Danica McKellar (ambos de The Wonder Years), Jaleel White (Family Matters), Dorothy Lyman (Mama's Family) e Sherman Hemsley (Amen). O filme também é notável por incluir um papel de Jennifer Aniston antes de se tornar bem conhecida, bem como um papel coadjuvante para Breckin Meyer e a estreia de G. Gordon Liddy.

## Sinopse
Travessuras e romance entre os conselheiros e os campistas em um acampamento de verão em frente ao lago.

## Elenco
- John Ratzenberger como Marvin Schector
- Brian Robbins como Roger Burke
- Jennifer Aniston como Ava Schector
- Chad Allen como Frankie Calloway
- Candace Cameron como Amber Lewis
- Danica McKellar como Lindsey Scott
- Josh Saviano como Max Plotkin
- Tasha Scott como Jennifer
- Jaleel White como Dennis Brooks
- Johnny Galecki como Tony Johnson
- Dorothy Lyman como Millie Schector
- Richard Herd como Thornton Bradley
- G. Gordon Liddy como Howard Sloan
- Sherman Hemsley como Herbert Himmel
- Lauren Tewes como Sra Scott
- Breckin Meyer como Cody
- John Snee como Troy
- Patrick Thomas O'Brien como Virgil
- Kari Whitman como Patty
- Melanie Shatner como Wendy
- Dion Zamora como Chuck
- Rachel Verduzco como Tita
- Kate Finlayson como Wrangler
- Misty McCoy como Courtney Parker
- Risa Schiffman como Louise Bradley

## Produção
Foi gravado na Paramount Ranch - 2813 Cornell Road, Agoura, Califórnia.

## Mídia doméstica
Camp Cucamonga foi lançado em VHS em 1992 e em DVD em 2004.